# Volo nuziale
Il volo nuziale è un particolare rito di accoppiamento tipico degli insetti sociali durante il quale la femmina feconda, futura regina della colonia, si accoppia con uno sciame di maschi.

## Prima del volo
Una colonia di formiche mature produce stagionalmente regine vergini con ali e maschi, chiamati "alate". Le uova non fecondate si sviluppano in individui maschi. Le uova fecondate solitamente si sviluppano in operaie sterili e senza ali, ma possono svilupparsi in regine vergini se le larve ricevono un'attenzione speciale.
Entro pochi giorni dalla loro emersione (chiusura) dal contenitore della pupa, i maschi vengono "rapidamente convertiti in missili sessuali monouso". Le giovani regine e i maschi rimangono nella colonia madre finché le condizioni non sono adatte al volo nuziale. Il volo richiede un tempo sereno poiché la pioggia è un ostacolo per gli insetti volanti. Diverse colonie della stessa specie spesso usano segnali ambientali per sincronizzare il rilascio di maschi e regine in modo che possano accoppiarsi con individui di altri nidi, riducendo così la consanguineità. Anche il vero e proprio "decollo" dalla colonia madre è spesso sincronizzato per sopraffare i loro predatori.

## Durante il volo
Di solito le regine vergini e i maschi si disperdono per primi per garantire l'esincrocio. Le regine poi rilasciano feromoni per attrarre i maschi. Tuttavia, le regine spesso cercano di sfuggire ai maschi, consentendo solo ai maschi più veloci e adatti di accoppiarsi. L'accoppiamento avviene durante il volo.
Una regina di solito si accoppia con diversi maschi. Lo sperma viene conservato in un organo speciale, noto come spermateca, nell'addome della regina, e dura per tutta la sua vita. Questa può durare fino a 20 anni, durante i quali lo sperma può essere utilizzato per fecondare decine di milioni di uova.

## Dopo il volo
I maschi si sono evoluti con l'unico scopo di inseminare la regina. Durante "l'accoppiamento rapido e violento", il maschio posiziona i suoi genitali interni nella camera genitale della regina e muore rapidamente.
Le giovani regine accoppiate atterrano e, nel caso della maggior parte delle formiche e di tutte le termiti, si tolgono le ali. Quindi tentano di fondare una nuova colonia. I dettagli di questo variano da specie a specie, ma in genere comportano lo scavo della prima camera della colonia e la successiva deposizione delle uova. Da questo punto la regina depone continuamente uova che si schiudono in larve, destinate esclusivamente a svilupparsi in formiche operaie. La regina di solito accudisce da sola la prima covata. Dopo la comparsa delle prime operaie, il ruolo della regina nella colonia diventa in genere quello di deporre le uova in modo esclusivo (e generalmente continuo). Un esempio di un processo di fondazione di una colonia è dato dalla specie Atta sexdens.
Le giovani regine hanno un tasso di fallimento estremamente elevato. Nel corso della sua vita, una colonia di formiche molto grande può inviare milioni di regine vergini. Supponendo che il numero totale di colonie di formiche nell'area rimanga costante, in media solo una di queste regine ha successo. Le altre vengono distrutte dai predatori (in particolare altre formiche), dai pericoli ambientali o dai fallimenti nell'allevamento della prima covata in varie fasi del processo. Questa selezione rigorosa assicura che la regina debba essere sia estremamente in forma che estremamente fortunata per trasmettere i suoi geni alla generazione successiva.

## Variazioni
Non tutte le formiche seguono il modello di base descritto sopra. Nelle formiche legionarie solo i maschi sono alati, cioè dotati di ali. Volano via dalla colonia madre alla ricerca di altre colonie dove le aspettano regine vergini senza ali. Una colonia con una vecchia regina e una o più giovani regine accoppiate si divide, e ogni regina vittoriosa prende una quota delle operaie. La ragione di questo comportamento è il fatto che le formiche legionarie non hanno un nido fisico. Le regine dipendono quindi in modo assoluto dalle operaie per essere protette.
Un'altra variazione si riscontra nelle specie con colonie multi-regina, come la specie Solenopsis invicta. I maschi e le regine vergini si accoppiano e le regine spesso tornano alla colonia madre, dove poi rimangono. Questo processo aumenta notevolmente il tasso di successo delle regine vergini e consente la creazione di super-colonie estremamente grandi. La colonia diventa anche essenzialmente immortale poiché non dipende più dalla salute continua di una singola regina. Ciò consente alle colonie di Solenopsis invicta di radicarsi nell'ambiente circostante, raggiungendo una posizione dominante nell'ecosistema. Tuttavia, il prezzo da pagare è la consanguineità e la conseguente perdita di adattabilità. Ciò può causare crolli improvvisi della popolazione quando l'ambiente cambia o viene introdotto un nuovo predatore o parassita.

## Giorno delle formiche volanti
"Giorno delle formiche volanti" è un termine informale per il giorno in cui le future regine delle formiche escono dal nido per iniziare il loro volo nuziale, sebbene la ricerca basata sulla citizen science abbia dimostrato che i voli nuziali non sono particolarmente sincronizzati spazialmente o temporalmente. Tuttavia, il numero di formiche che volano in determinati giorni può essere abbastanza grande da essere rilevato dai sistemi radar del servizio meteorologico, assomigliando agli acquazzoni.
Nella maggior parte delle specie, le formiche maschio volano accanto a loro, anche se sono più piccole e meno evidenti. La massa di insetti volanti spesso attrae l'attenzione di predatori come gli uccelli, ed è comune vedere stormi che si abbuffano del cibo prontamente disponibile.
Questo fenomeno si verifica in molte colonie contemporaneamente quando le condizioni meteorologiche locali sono appropriate, per ridurre l'efficacia della predazione e per garantire che le regine e i maschi di colonie diverse abbiano la possibilità di incontrarsi e incrociarsi. Sembra quindi essere un evento "programmato" o che le formiche comunichino in qualche modo. Tuttavia, è improbabile che ciò accada: potrebbe essere semplicemente una risposta comune alla temperatura, all'umidità, alla velocità del vento e al periodo dell'anno.

## Galleria d'immagini

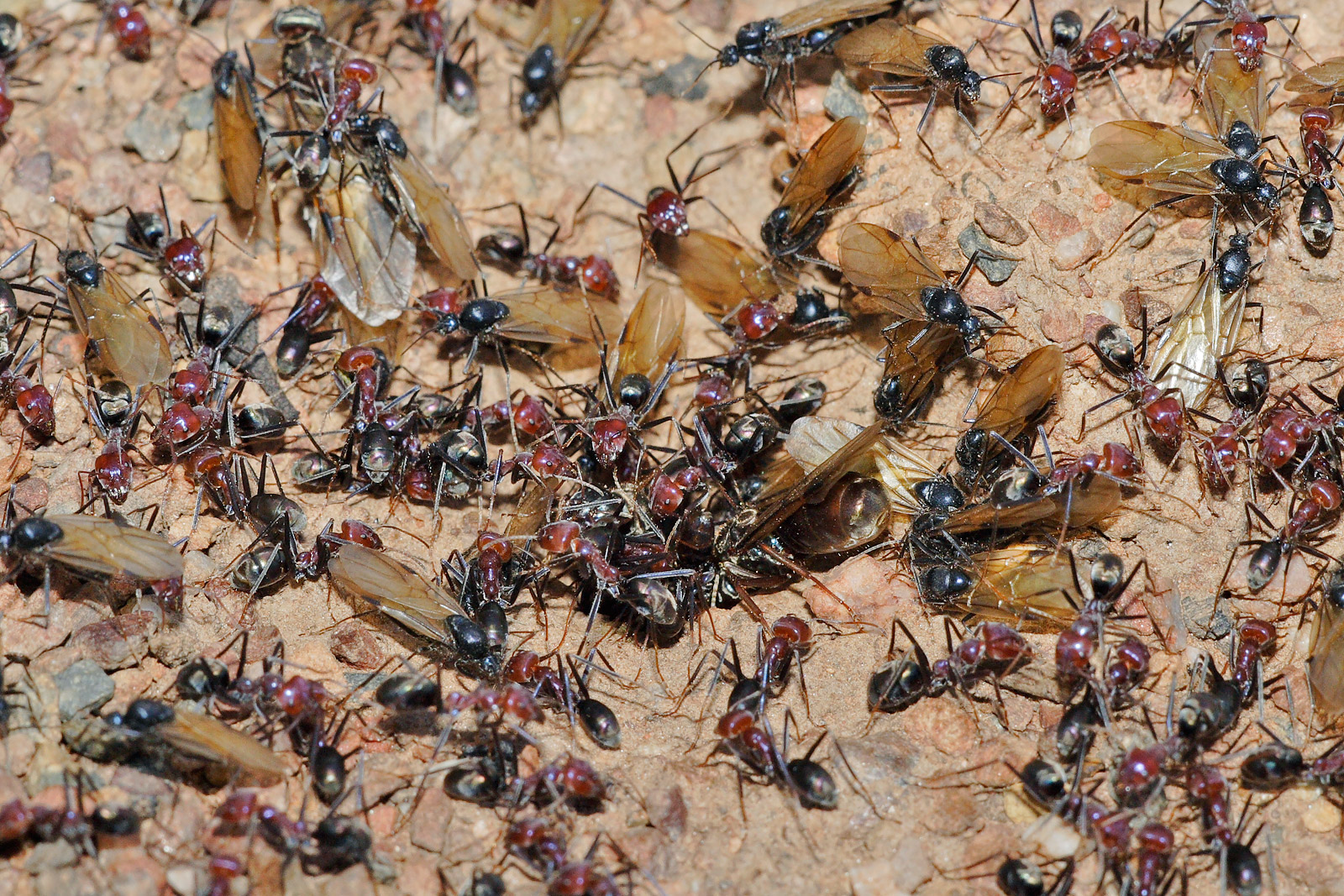
Nido di Iridomyrmex purpureus che sciama
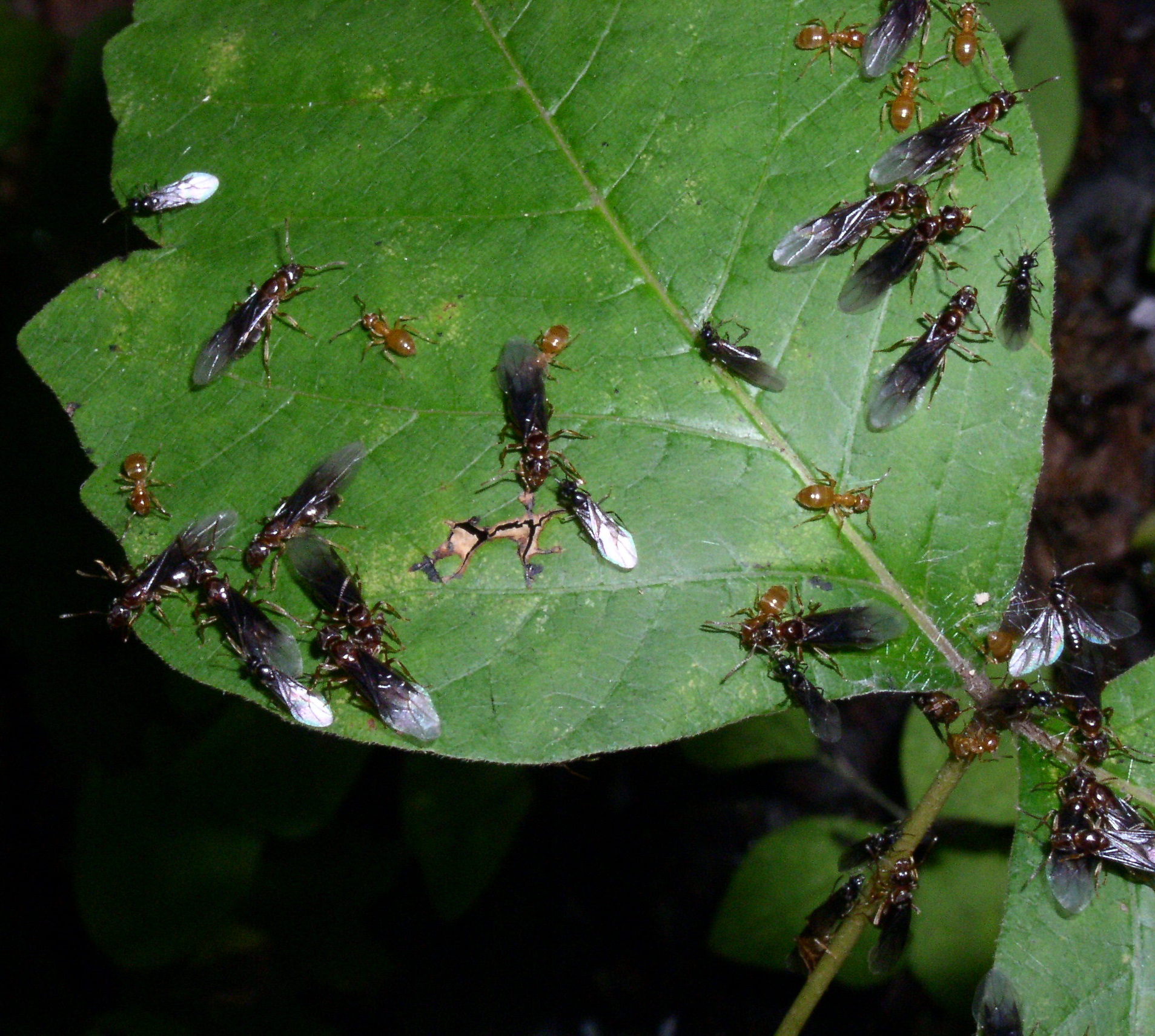
Lasius flavus maschili e femminili che si preparano per il volo nuziale
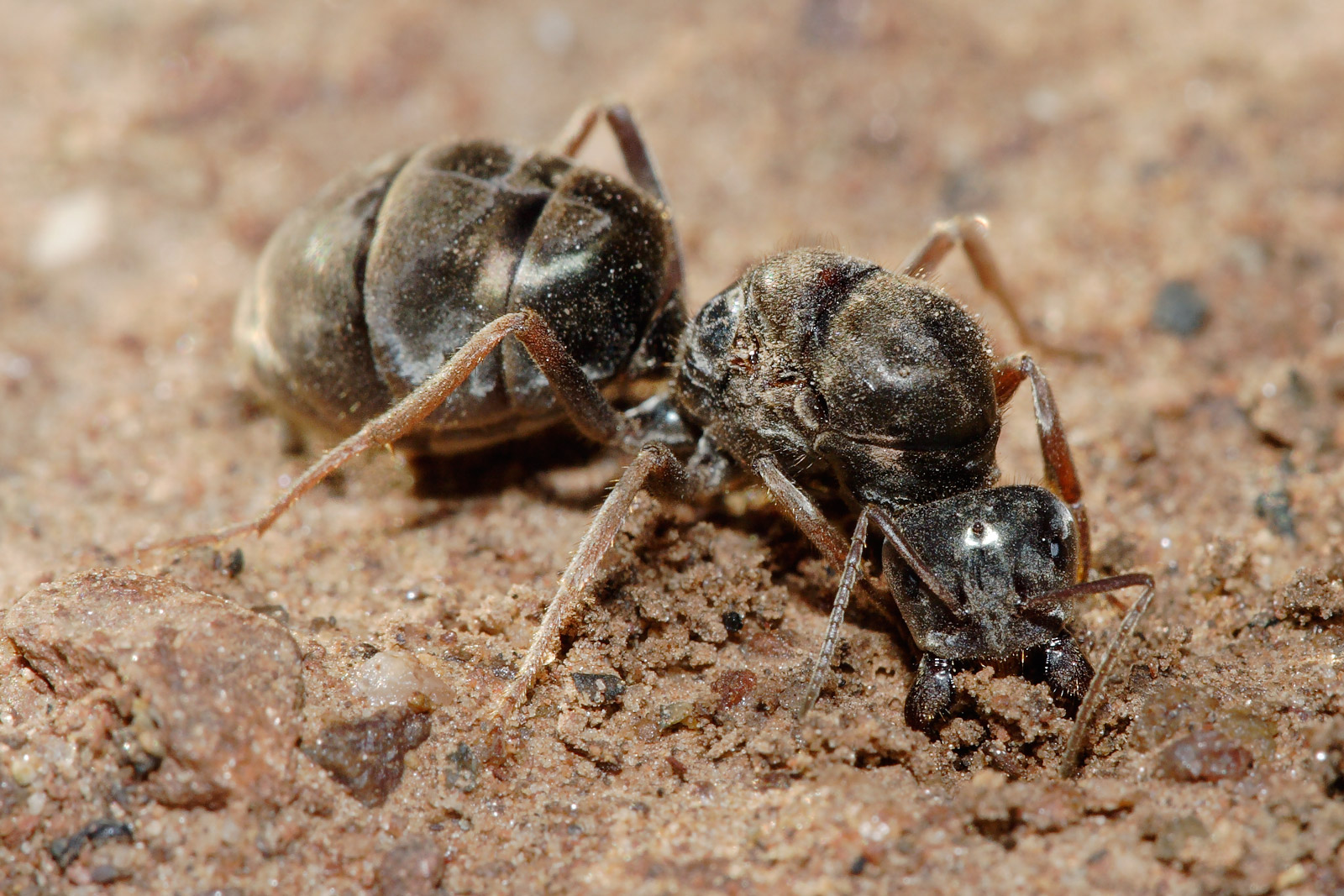
Giovane regina che inizia a scavare una nuova colonia
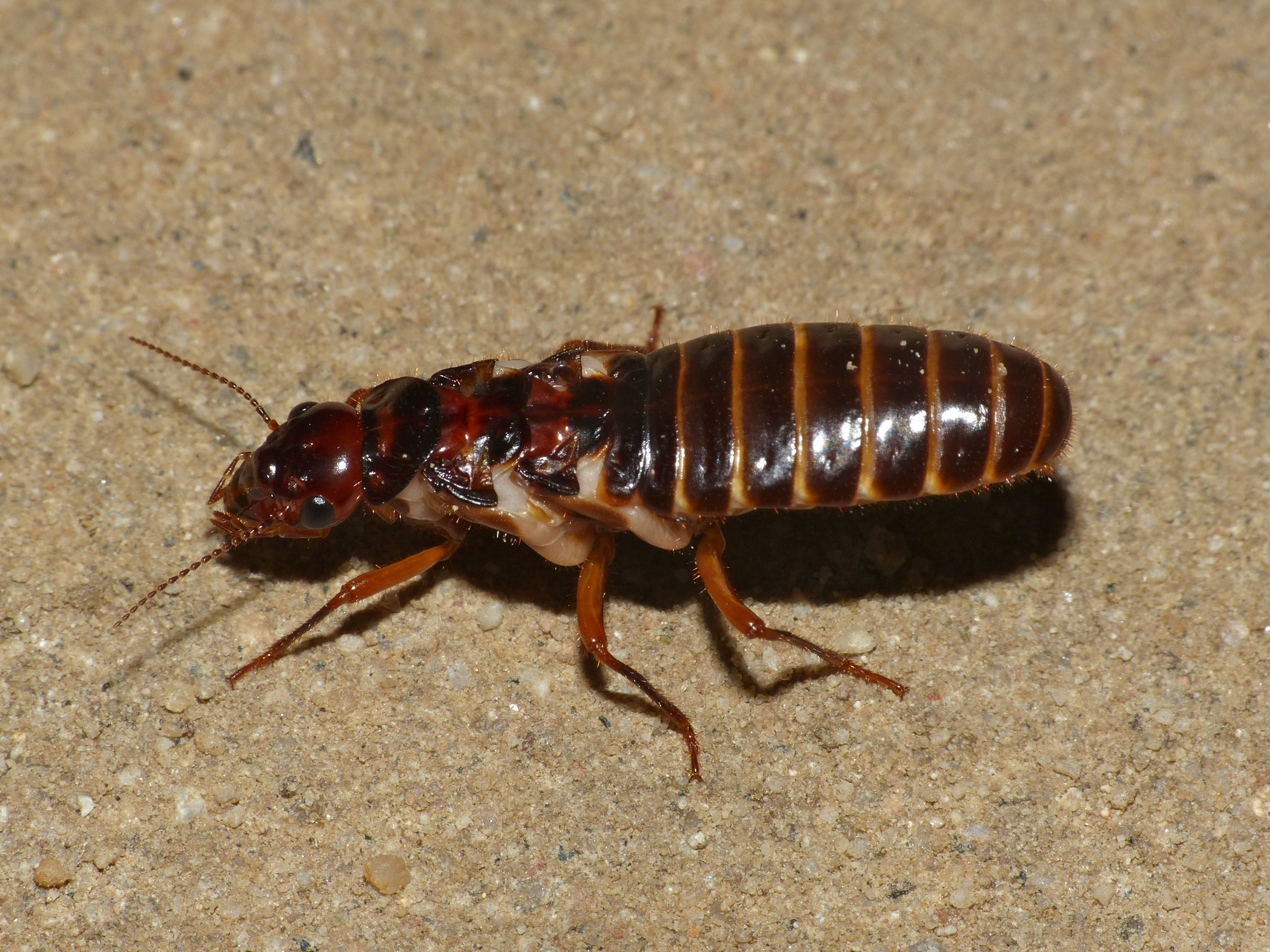
Dopo aver perso le ali, la specie riproduttiva delle termiti conserva i monconi spezzati
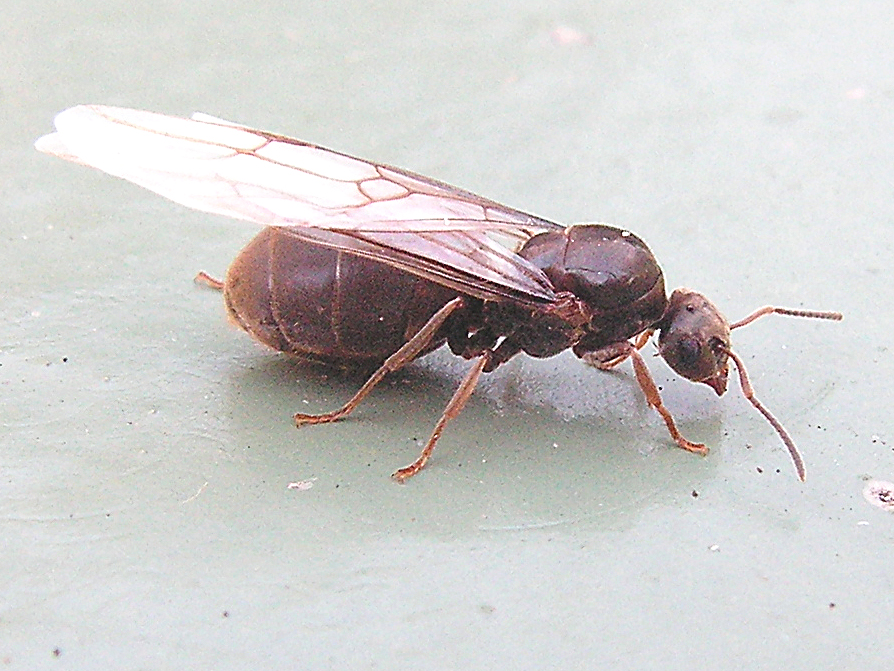
Regina con le ali
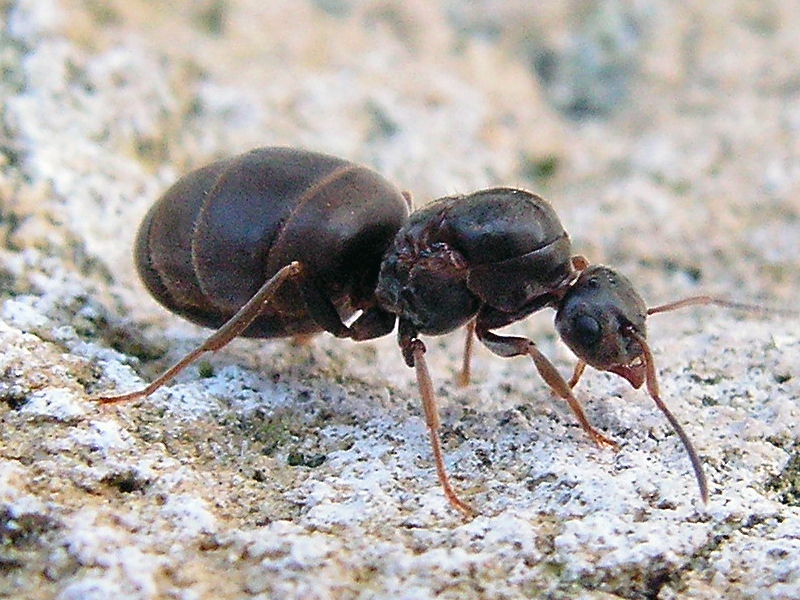
Regina con le ali strappate